# Бирак (Шаранта)
Бира́к (фр. Birac) — коммуна во Франции, находится в регионе Пуату — Шаранта. Департамент — Шаранта. Входит в состав кантона Шатонёф-сюр-Шарант. Округ коммуны — Коньяк.
Код INSEE коммуны — 16045.

## География
Коммуна расположена приблизительно в 410 км к юго-западу от Парижа, в 120 км южнее Пуатье, в 20 км к юго-западу от Ангулема.
Через коммуну проходят древнеримская дорога Буане, связывающая Сент и Перигё, и античная дорога Фей.

## Население
Население коммуны на 2008 год составляло 277 человек.
| 1962 | 1968 | 1975 | 1982 | 1990 | 1999 | 2008 |
| ---- | ---- | ---- | ---- | ---- | ---- | ---- |
| 256  | 246  | 237  | 221  | 234  | 214  | 277  |

## Экономика
Основу экономики составляет виноградарство.
В 2007 году среди 165 человек в трудоспособном возрасте (15—64 лет) 122 были экономически активными, 43 — неактивными (показатель активности — 73,9 %, в 1999 году было 71,1 %). Из 122 активных работали 114 человек (60 мужчин и 54 женщины), безработных было 8 (2 мужчины и 6 женщин). Среди 43 неактивных 13 человек были учениками или студентами, 19 — пенсионерами, 11 были неактивными по другим причинам.

## Фотогалерея

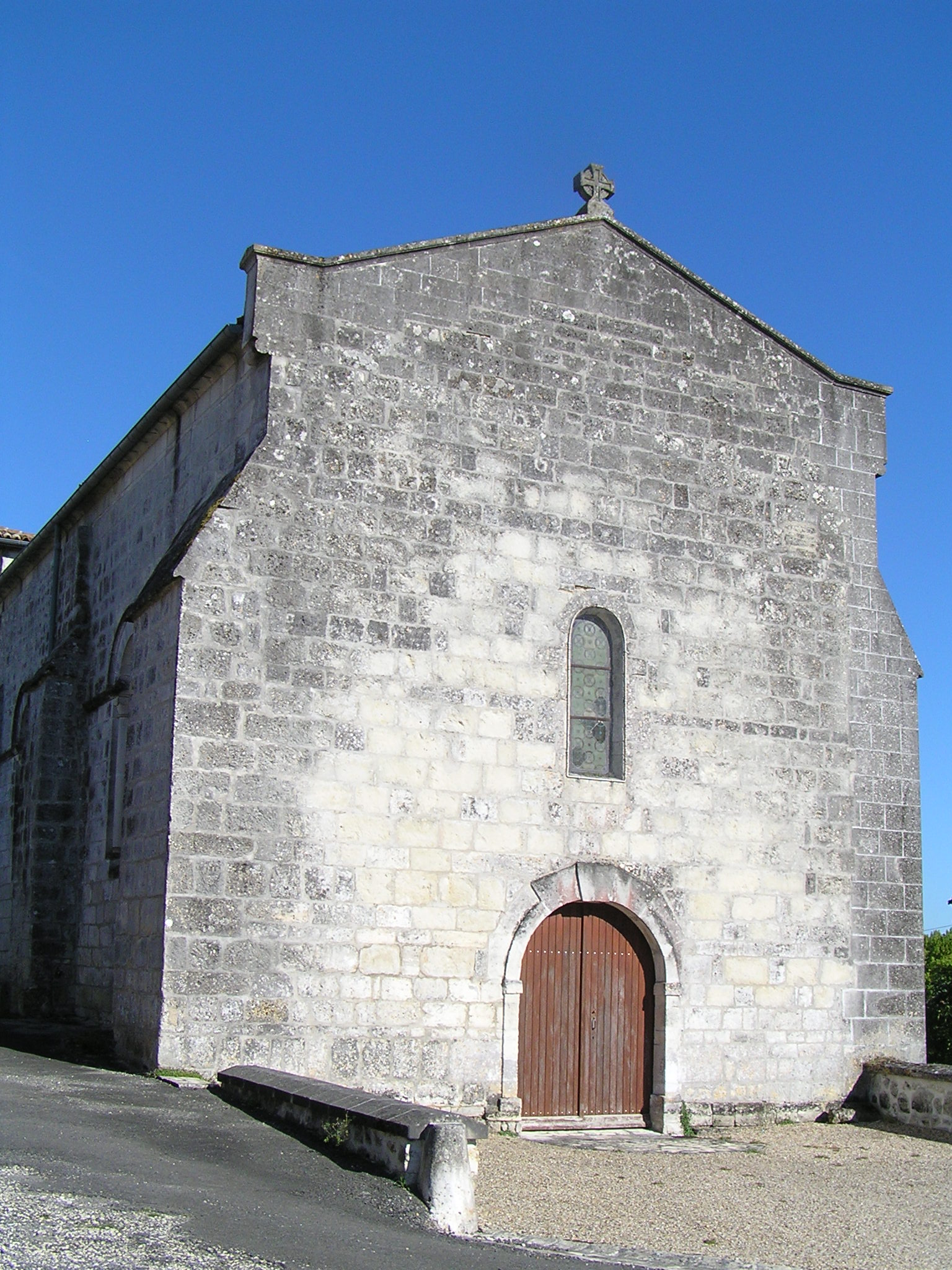
Церковь Нотр-Дам
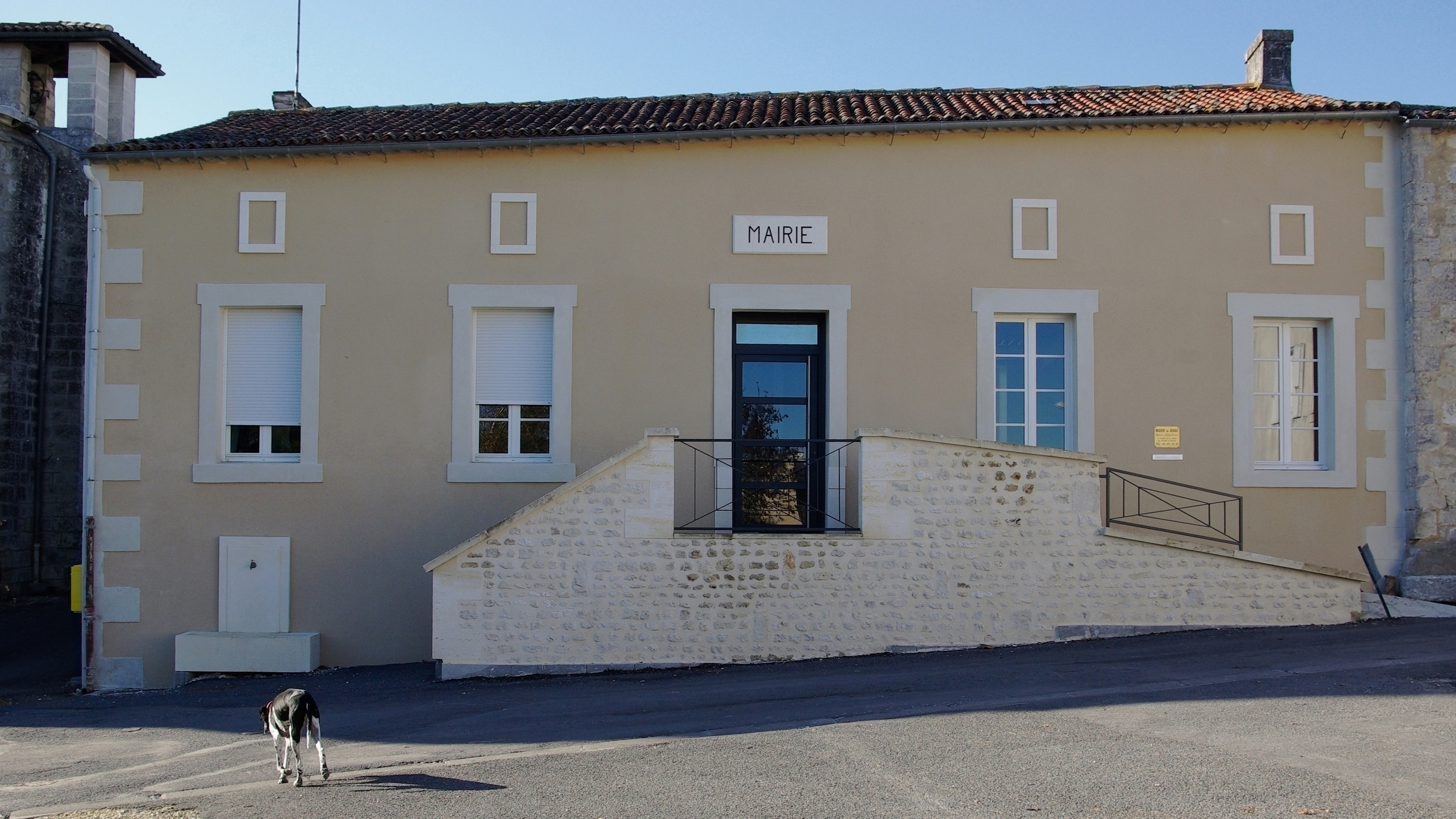
Мэрия
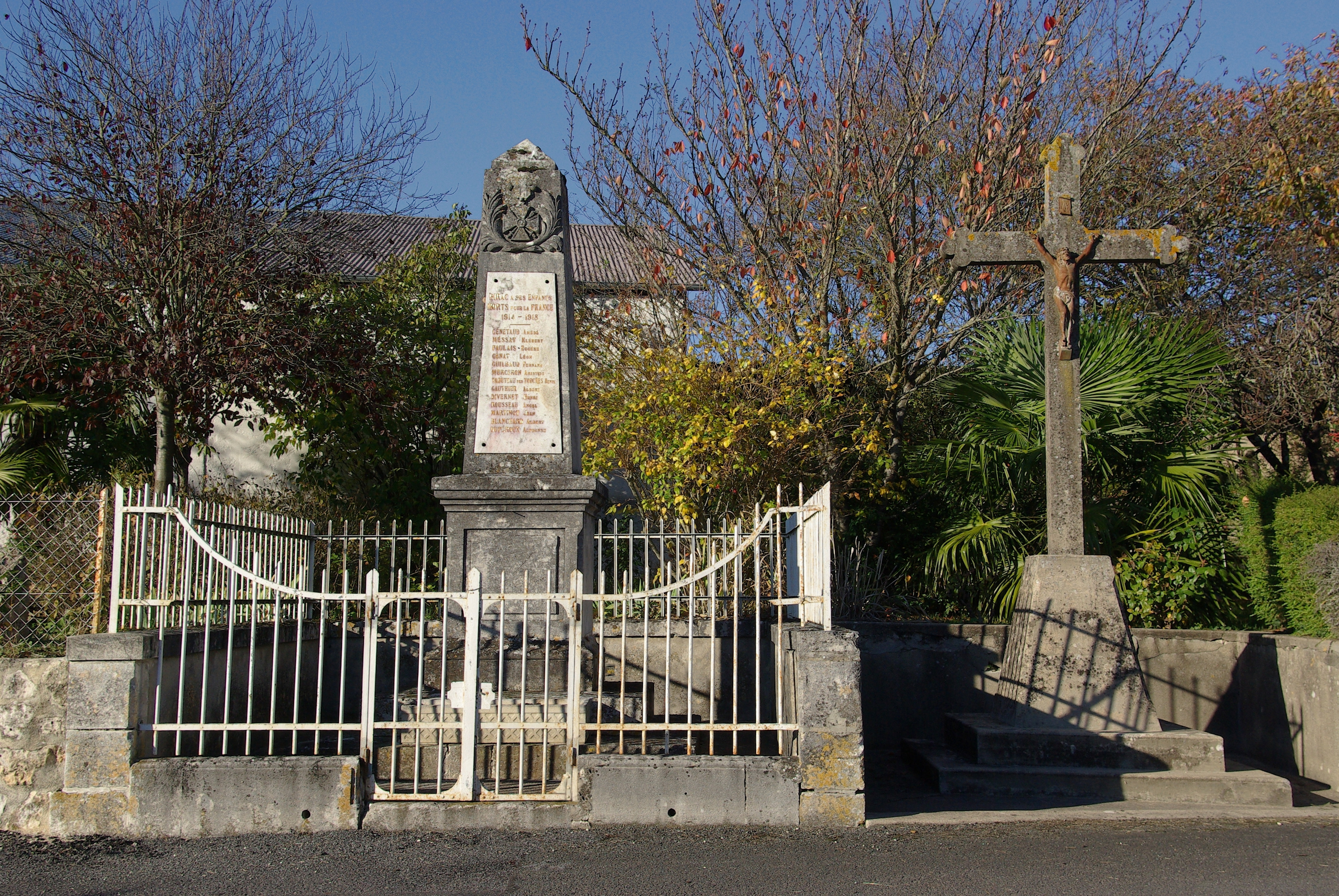
Военный мемориал
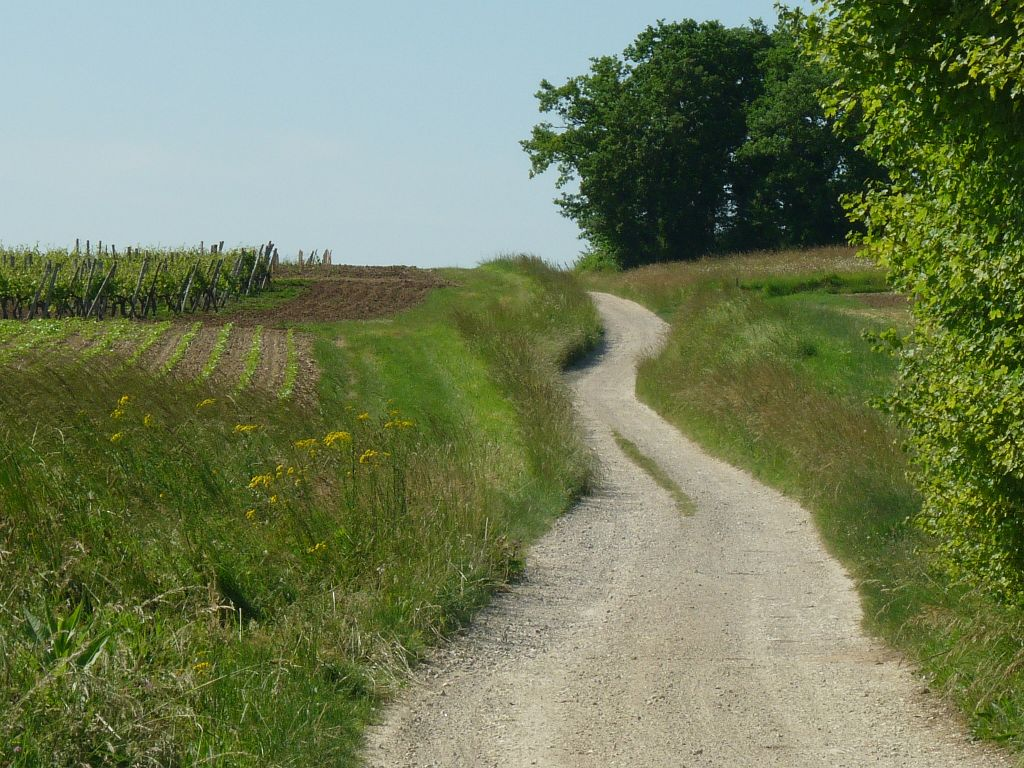
Древнеримская дорога Буане